# فرودگاه کونونورا
فرودگاه کونونورا (به انگلیسی: Kununurra Airport) یک فرودگاه همگانی با کد یاتا KNX است که یک باند فرود آسفالت دارد و طول باند آن ۱۸۲۹ متر است. این فرودگاه در کشور استرالیا قرار دارد و در ارتفاع ۴۴ متری از سطح دریا واقع شده‌است.

## شرکت‌های هواپیمایی و مقصدهای پروازی
| شرکت‌های هواپیمایی           | مقصدهای پروازی |
| --------------------------- | -------------- |
| فلای تیوی                   | داروین         |
| Mission Aviation Fellowship | گو             |
| Marthakal Yolngu Airline    | گو             |